# Centralia (Washington)
Centralia é uma cidade localizada no estado norte-americano de Washington, no Condado de Lewis.

## Demografia
Segundo o censo norte-americano de 2000, a sua população era de 14.742 habitantes.
Em 2006, foi estimada uma população de 15.597, um aumento de 855 (5.8%).

## Geografia
De acordo com o United States Census Bureau tem uma área de
19,3 km², dos quais 19,2 km² cobertos por terra e 0,1 km² cobertos por água. Centralia localiza-se a aproximadamente 54 m acima do nível do mar.

## Localidades na vizinhança
O diagrama seguinte representa as localidades num raio de 16 km ao redor de Centralia.